# Хорнби, Альберт Сидни
Альберт Сидни Хорнби (англ. Albert Sidney Hornby; 10 августа 1898, Честер — 13 сентября 1978) — английский лексикограф.

## Биография
Сын издательского агента. Во время Первой мировой войны служил в Королевском флоте. Затем окончил Университетский колледж Лондона (1922). В 1924—1942 гг. преподавал английский язык в Японии, сперва в Оите в Высшем коммерческом училище (ныне Университет Оиты), а с 1934 г. в Токио как профессор двух местных высших школ и сотрудник Института исследований преподавания английского языка (IRET), основанного Гарольдом Палмером. С 1936 г. редактировал бюллетень института. Вместе с соавторами, Э. В. Гейтенби и Харольдом Уэйкфилдом, опубликовал в 1940 г. в Японии «Словарь выражений и синтаксиса английского языка» (англ. The Idiomatic and Syntactic English Dictionary).
Сразу после Нападения на Перл-Харбор Хорнби был вместе с другими европейцами интернирован и вскоре выслан из Японии. Вернувшись в Великобританию, он поступил на службу в Британский Совет и был направлен на преподавательскую работу в Тегеранский университет. В 1945 году он вернулся в Лондон, некоторое время работал в центральном офисе Британского Совета, а в 1946 году начал редактировать и издавать журнал English Language Teaching, предназначенный, прежде всего, для учителей английского языка за пределами Великобритании, особенно в странах Третьего мира.
В 1948 г. переработанное издание вышедшего в Японии словаря было издано Издательством Оксфордского университета как «Словарь современного английского языка для учащихся» (англ. A Learner's Dictionary of Current English); этот словарь многократно переиздавался и употребляется по сей день (с 1995 года новые издания выходят каждые пять лет, в 2020 году вышло 10-е издание, в 2025-м надо ожидать 11-е). С 1950 года Хорнби полностью сосредоточился на работе по созданию словарей и учебных пособий. Основное внимание он уделял устойчивым оборотам и способам соединения слов в языке; этот раздел преподавания английского языка нашёл отражение в учебнике «Пособие по конструкциям английского языка и их употреблению» (англ. A Guide to Patterns and Usage in English; 1954, русский перевод 1992 под названием «Конструкции и обороты английского языка») и в методическом пособии для учителей «Преподавание служебных слов и фразовых конструкций» (англ. The Teaching of Structural Words and Sentence Patterns; 1959—1962).
В 1961 г. Хорнби основал свой частный фонд (англ. A.S. Hornby Educational Trust), в который начала поступать бо́льшая денег от продажи его учебников; основной деятельностью фонда стала выдача грантов зарубежным преподавателям английского языка для повышения своей квалификации в Великобритании.